# Santa Clara Egyetem
A Santa Clara Egyetem jezsuita magánegyetem a kaliforniai Santa Clarában. Az 1851-ben alapított Santa Clara Egyetem Kalifornia legrégebben működő felsőoktatási intézménye. Az egyetem kampusza a történelmi Santa Clara de Asís missziót veszi körül, amelynek alapítása 1777-re nyúlik vissza. A campus a misszió építészeti stílusát tükrözi, és a Mission Revival építészet és más spanyol koloniális revival stílusok egyik legszebb csoportosítása. Az egyetemet "doktori/szakmai" egyetemnek minősítik.
Az egyetem hat főiskoláján, a College of Arts and Sciences, a School of Education and Counseling Psychology, a Leavey School of Business, a School of Engineering, a Jesuit School of Theology és a School of Law által kínál alap-, mester- és doktori fokozatokat. Körülbelül 5400 egyetemi hallgatót és körülbelül 3300 posztgraduális hallgatót vesz fel.
A Santa Clara öregdiákjai között kormányzók, kongresszusi képviselők, polgármesterek, szenátorok, az elnöki kabinet tagjai és egy katolikus bíboros is van. A Santa Clara öregdiákjai alapították az Nvidia és a Farmers Insurance cégeket, valamint létrehozták a JavaScriptet. A Santa Clara öregdiákjai számos kitüntetést és jelölést nyertek, többek között Oscar-díjat, Grammy-díjat, Pulitzer-díjat, NBA MVP-díjat és a Rock and Roll Hall of Fame-be való beiktatást. A Santa Clara öregdiákjai San Francisco, Los Angeles, Oakland, San Jose és Washington polgármesterei voltak. Kalifornia két legutóbbi kormányzója a Santa Clarába járt.
A Santa Clara sportcsapatait Broncosnak hívják. Színeik a piros és a fehér. A Broncos a Nyugati Parti Konferencia tagjaként 19 sportágban vesz részt az NCAA divízió I-es szintjén. A Broncosok NCAA-bajnokságot nyertek mind a férfi, mind a női labdarúgásban. A Santa Clara diáksportolói között 58 jelenlegi vagy korábbi MLB-, 40 NFL- és 12 NBA-játékos, valamint 13 olimpiai aranyérmes szerepel.

## Tagság
Az egyetem az alábbi szervezeteknek a tagja:
- Association of Jesuit Colleges and Universities
- Amerikai Főiskolák és Egyetemek Szövetsége
- Amerikai Oktatási Tanács
- Scholarly Publishing and Academic Resources Coalition

## Leányszervezetek
Az egyetem alá az alábbi szervezetek tartoznak:
- Ignatian Center for Jesuit Education, Santa Clara University